# Tatiana Țîbuleac
Tatiana Țîbuleac (Chișinău, 1978. október 15. –) moldovai író. Chișinăuban született, a Moldovai Állami Egyetemen tanult újságírást és kommunikációt. Először a Flux című újságban az 1990-es évek közepén megjelent „Igaz történetek” című rovatával vált ismertté. Televíziós riporterként és híradós műsorvezetőként is dolgozott Chișinăuban. 2008-ban Párizsba költözött.
Első könyve Fabule Moderne címmel 2014-ben, első regénye Vara în care mama a avut ochii verzi (A nyár, amikor anyámnak zöld szemei voltak) címmel 2017-ben jelent meg. A regény több irodalmi díjat nyert, és lefordították franciára, spanyolra és olaszra. Második regénye, a Grădina de sticlă elnyerte az EU irodalmi díját.

## Publikált művei
- 2014 Fabule Moderne, novellák
- 2017 Vara în care mama a avut ochii verzi
- 2018 Grădina de sticlă, Editura Cartie, Premiul Uniunii Europene 2019

### Magyarul megjelent
- Üvegkert (Grădina de sticlă) – Metropolis Media, Budapest, 2021 · ISBN 9789635510474 · Fordította: Joó Attila

## Fordítás
- Ez a szócikk részben vagy egészben  a   Tatiana Țîbuleac című angol Wikipédia-szócikk fordításán alapul.  Az eredeti cikk szerkesztőit annak laptörténete sorolja fel. Ez a jelzés csupán a megfogalmazás eredetét és a szerzői jogokat jelzi, nem szolgál a cikkben szereplő információk forrásmegjelöléseként.